# نوردویکرهات
نوردویکرهات (به هلندی: Noordwijkerhout) یک منطقهٔ مسکونی در هلند است که در هلند جنوبی واقع شده‌است. نوردویکرهات ۳ متر بالاتر از سطح دریا واقع شده‌است.